# NGC 3468
NGC 3468 ist eine linsenförmige Galaxie vom Hubble-Typ S0 im Sternbild Großer Bär. Sie ist schätzungsweise 338 Millionen Lichtjahre von der Milchstraße entfernt.
Das Objekt wurde am 18. März 1787 von Wilhelm Herschel entdeckt.